# The Dark Mirror (film fra 1920)
The Dark Mirror er en amerikansk stumfilm fra 1920 af Charles Giblyn.

## Medvirkende
- Dorothy Dalton som Priscilla Maine / Nora O'Moore
- Huntley Gordon som Philip Fosdick
- Walter D. Nealand som Red Carnahan
- Jessie Arnold som Inez
- Lucille Carney som Addy
- Pedro de Cordoba som Mario Gonzales
- Donald MacPherson
- Bert Starkey som Charlie